# Vertrag von Schwedt

Europa im Jahr 1701

Der Vertrag von Schwedt wurde am 6. Oktober 1713 während der Belagerung von Stettin im Großen Nordischen Krieg zwischen Russland, Sachsen-Polen, Dänemark und Preußen geschlossen.
Der Vertrag beinhaltete, dass Friedrich Wilhelm I. den Bündnispartnern Russland und Sachsen-Polen 400.000 Taler, als Ersatz für die Kriegskosten, zu zahlen hatte. Des Weiteren wurden die Stadt Stettin, der vorpommersche Distrikt bis zur Peene, die Stadt Wolgast, die Insel Usedom sowie die Stadt Wollin unter preußische Sequestration gestellt.
Bündnisverträge

Preobraschenskoje (1699) • Dresden (1699) • Narva (1704) • Dresden (1709) • Thorn (1709) • Kopenhagen (1709) • Hannover (1710) • Lutsk (1711) • Adrianopel (1713) • Schwedt (1713) • Stettin (1715) • Berlin (1715) • Greifswald (1715)
Friedensverträge

Traventhal (1700) • Warschau (1705) • Altranstädt (1706) • Pruth (1711) • Frederiksborg (1720) • Stockholm (1719) • Stockholm (1720) • Nystad (1721)  • Stockholm (1729)
Kapitulationen

Estland und Livland (1710)

## Mächtepolitischer Hintergrund

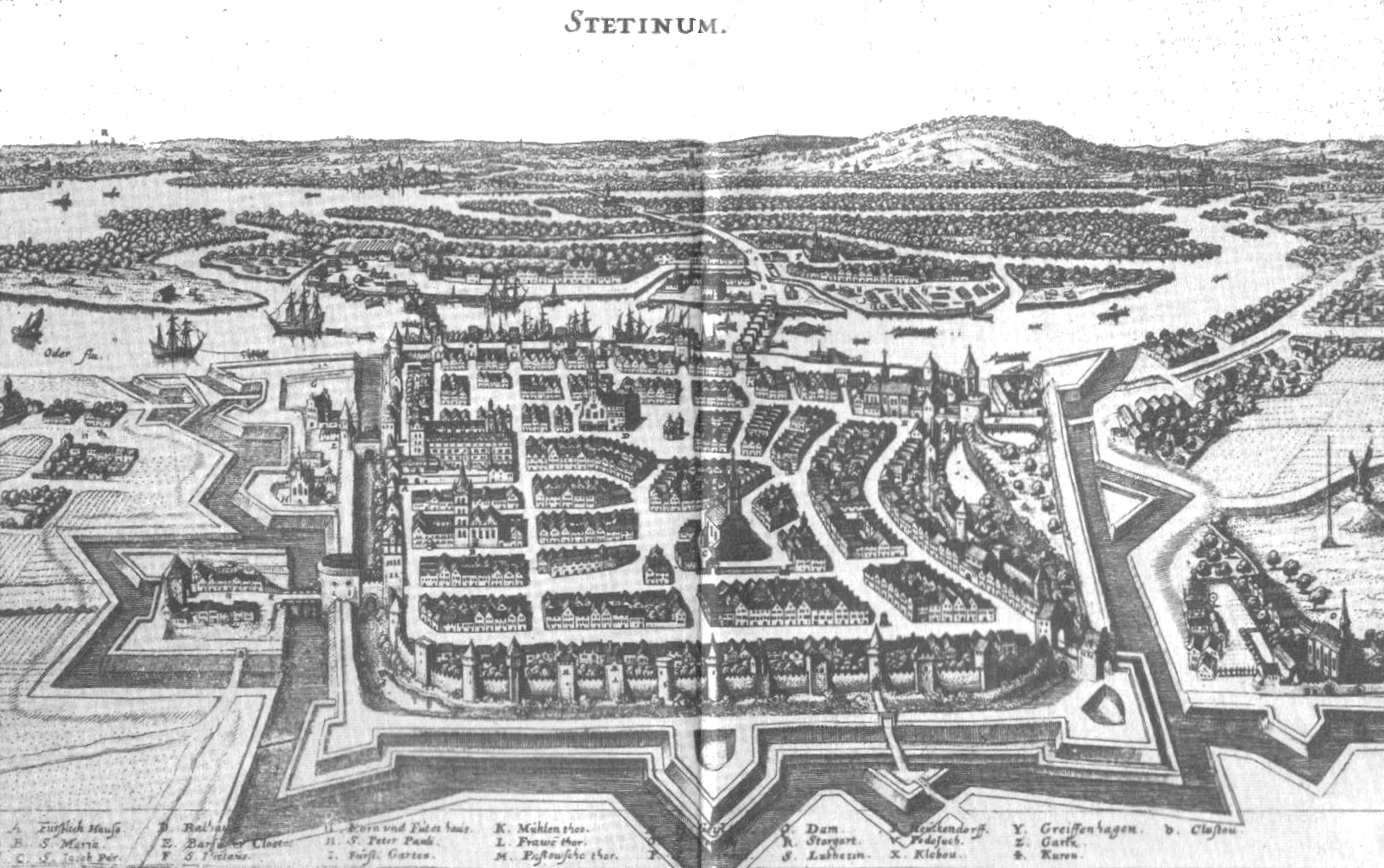
Stettin um 1642

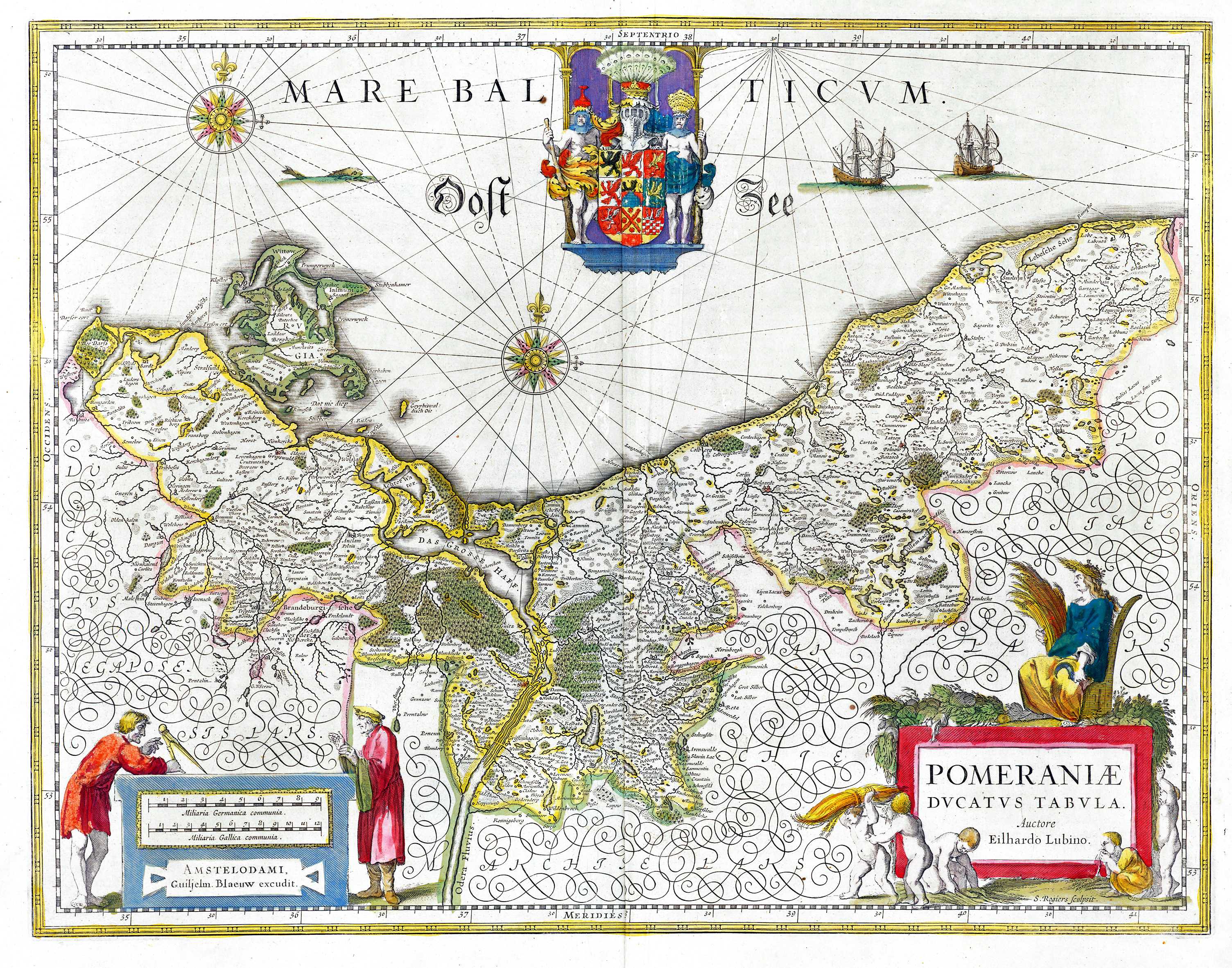
Schwedisch-Pommern (westlich der Oder) um 1700

Das Königreich Preußen verfolgte seit über 50 Jahren als primäres außenpolitisches Ziel den Erwerb ganz Pommerns. Jenes Territorium des obersächsischen Reichskreises galt in einer Zeit, deren ökonomischer Schwerpunkt im landwirtschaftlichen Erwerb lag, als reich. Die Odermündung bot zudem die Möglichkeit, den Handel im Ostseeraum aus dem brandenburgischen Hinterland und Schlesien zu kontrollieren.
Ihren Rechtsanspruch auf das Territorium leiteten die brandenburgischen Kurfürsten aus der 1181 vollzogenen Belehnung des Markgrafen Ottos I. durch den Kaiser ab. Diese Lehnshoheit Kurbrandenburgs war 1479 im Vertrag von Prenzlau erneut bestätigt worden. Da das Greifengeschlecht im Mannesstamm mit dem Tode Bogislaws XIV. 1637 erlosch, sahen die Brandenburger die Gelegenheit, die Inbesitznahme des nordostdeutschen Territoriums mit Nachdruck zu verfolgen. Doch sicherte die militärische Überlegenheit Schwedens im Westfälischen Frieden dieser nordischen Macht den Besitz Vorpommerns, während lediglich Hinterpommern den Brandenburgern zufiel.

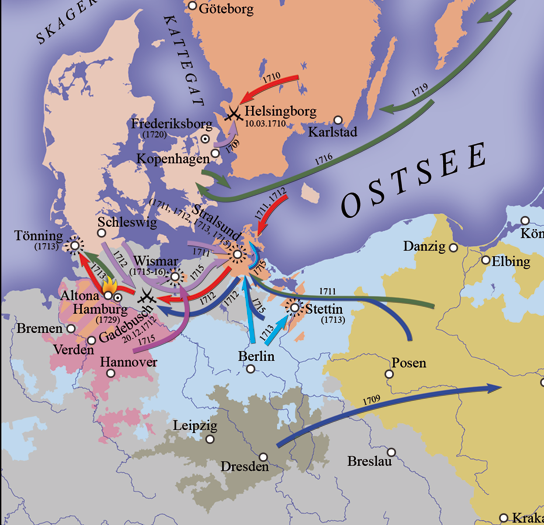
Norddeutscher Kriegsschauplatz zwischen 1711 und 1715

Russland, Dänemark und Sachsen führten seit 1700 Krieg gegen das schwedische Ostseereich. Nach wechselvollen und zunächst von schwedischen Erfolgen geprägten Kämpfen erlitt Karl XII. bei der ukrainischen Festung Poltawa 1709 eine vernichtende Niederlage. Der Schwedenkönig floh in die Türkei. Das Angebot der nordischen Alliierten, seine Reichsterritorien für neutral zu erklären, lehnte er ab und so zogen seit 1711 russische, dänische und sächsische Truppen in das Land. Preußen versuchte nun, sich der Odermündung zu versichern. Bislang war Preußen neutral geblieben und stand den Dänen distanziert gegenüber. Schwedens einziger Verbündeter im Norden war Holstein-Gottorf. So waren es die holstein-gottorfer Minister Henning Friedrich Graf von Bassewitz und Georg Heinrich von Görtz, die im Frühjahr 1713 einen Plan schufen. Die in Stettin stehenden schwachen schwedischen Kräfte sollten die Stadt kampflos an Gottorf übergeben. Es würde dann unter Sequester genommen werden und nach einem Friedensschluss an Schweden zurückfallen.
Der im Januar 1713 zum neuen Generalgouverneur über Schwedisch-Pommern ernannte schwedische Diplomat Mauritz Vellingk trat im Mai in Verhandlungen mit Görtz. Am 10. Juni schlossen beide ein Abkommen, in dem die schwedischen Festungen Wismar und Stettin unter Gottorfer Sequester fielen. Die Verwaltung sollte weiter in schwedischen Händen verbleiben, während Gottorfer Truppen die Neutralität zu garantieren hätten. Preußenkönig Friedrich Wilhelm I. unterzeichnete einen gleich lautenden Vertrag mit dem Gottorfer Herzog. Preußen verwies seinerseits bereits am 27. März 1713 beim Wiener Hof auf seine tieferen Absichten. Die Sequestration Stettins ziele auf eine dauerhafte Beseitigung der schwedischen Besitzungen auf deutschem Boden, verlautbarten preußische Diplomaten. Am gleichen Tage erklärten preußische Abgesandte in Stockholm, Preußen werde Stettin nur unter Sequester nehmen, um es Schweden im Falle eines Friedens zurückzugeben und die schwedische Macht in Norddeutschland zu erhalten. Während Berlin und Gottorf verhandelten, schuf Zar Peter I. mit militärischen Mitteln Fakten. Am 23. Juli 1713 begannen 24.000 Russen unter dem Oberkommando von Fürst Alexander Danilowitsch Menschikow mit der Belagerung der schwedisch-pommerschen Festung Stettin. Wenig später traf die sächsische Belagerungsartillerie vor der Stadt ein. Zudem unterstützen dänische Kriegsschiffe die Operation. Sie schlossen die schwachen maritimen Kräfte des Gegners im Dammschen See ein.
Den Belagerern trat die 4.500 Mann starke Besatzung unter General Johan August Meijerfeldt entgegen. Trotz der Verfügung der Übergabe an Gottorf durch Generalgouverneur Vellingk lehnte Meyerfeldt dies entschieden ab. Für ihn seien nur die Befehle Karls relevant. Meyerfeldts Tapferkeit fand Achtung und nicht wenige Bürger beteiligten sich an den Kämpfen. Andererseits diktierte die Angst das städtische Handeln. Diese wuchs, als am 22. September 1713 Russen und Sachsen die Stadt stark beschossen. Rat und Bürgerschaft zwangen Meyerfeldt zum Einlenken. Dieser ersuchte um Waffenstillstand. Die belagernden Truppen verweigerten dies und wiederholten das Bombardement am 28. September. Meyerfeldt trat nun in direkte Verhandlungen mit dem Gottorfer Minister Bassewitz und dem preußischen General Karl Friedrich von Schlippenbach. Mit dem Holsteiner wurde er sich rasch einig und schloss einen entsprechenden Vertrag, der der Sequestrierung der Stadt erneut zustimmte. Da vor Ort keinerlei holstein-gottorfer Truppen standen, übernahm Bassewitz kurzerhand mehrere schwedische Kompanien in Gottorfer Dienst. Diese bildeten fortan einen Teil der Sequestertruppe. Der übrigen Besatzung wurde freier Abzug eingeräumt. Preußischerseits geriet man durch das Handeln von Bassewitz unter Druck. Schlippenbach verhandelte deshalb im Auftrag Friedrich Wilhelms mit Menschikow. Der Zar zeigte sich einem preußischen Sequester durchaus aufgeschlossen gegenüber. Mit Stettin selbst konnte er wenig anfangen. Blieb es bei Gottorf, so drohte die Rückgabe der Stadt an Schweden. Zudem konnte so Preußen zum Kriegseintritt gegen Schweden bewogen werden. Menschikow bot der Stadt den Abzug der Belagerer an, wenn es preußische Truppen einließe. Am 6. Oktober 1713 marschierten 1.600 Preußen in die Stadt ein.

## Vertragsschluss
Unter der Leitung des holsteinischen Ministers Georg Heinrich von Görtz und des sächsischen Grafen Jacob Heinrich von Flemming wurde am 6. Oktober 1713 der Vertrag von Schwedt geschlossen. Sie schafften es, die Bedenken des Königs von Preußen zu zerstreuen und auch dem General Menschikow wurde eine Zustimmung abgerungen.
Der Vertrag beinhaltete, dass Friedrich Wilhelm I. den Bündnispartnern Russland und Sachsen-Polen 400.000 Taler, als Ersatz für die Kriegskosten, zu zahlen hatte. Des Weiteren wurden die Stadt Stettin, der vorpommersche Distrikt bis zur Peene, die Stadt Wolgast, die Insel Usedom sowie die Stadt Wollin unter preußische Sequestration gestellt.
Außerdem übernahm Preußen gemeinsam mit dem Haus Holstein-Gottorp die Verpflichtung, dafür zu sorgen, dass die Schweden, aus Pommern heraus, keine Angriffe auf Polen oder Russland durchführen. Des Weiteren hatte es die Verteidigung von Pommern gegen eventuelle Angriffe von außen zu gewährleisten.
Die Ländereien sollten so lange unter preußischer und holsteinischer Sequestration bleiben, bis Schweden die 400.000 Taler an Entschädigungen an Preußen zurückgezahlt hatte. Danach würden sie wieder der schwedischen Krone unterstehen.
Nach dem Abschluss des Vertrages räumten die Schweden Stettin und zogen sich nach Stralsund zurück. Diese Stadt sowie der vorpommersche Distrikt zwischen der Peene, Trebel und Recknitz sowie die Insel Rügen blieben in schwedischer Hand.
Die russischen Truppen mussten ebenfalls aus Vorpommern abziehen. Die Hintergründe der Vertragsgestaltung blieben der deutschen Öffentlichkeit verborgen und erst nach zwei Jahren wurden die Bedingungen des Schwedter Vertrages im Wortlaut veröffentlicht.

## Vertragstext
Vertrag mit den nordischen Alliierten (Rußland, Sachsen, Dänemark) betr. die Sequestrierung der Festungen Stettin, Stralsund und Wismar.
Mit 1 Sekret- und 1 Separatartikel. Schwedt 1713, Oktober 6. Preußische Ratifikation (für Sachsen): 1713, November 5; Sächsische Ratifikation: Warschau 1713, Dezember 10.
Abdruck in: Loewe, Preussens Staatsverträge (Literaturverzeichnis), Nr. 7, S. 28–35.
Nachdem Ihro Königl. Maj. in Preußen das Ihnen anderwärts proponirte Project, das Herzogthum Pommern zu sequestriren und bis zu Ende des gegenwärtigen Krieges im Norden in Besitz zu behalten, nach reifer Ueberlegung dergestalt ansehen, daß es vielleicht den dermaleins herzustellenden Frieden befordern und selbigem gar zum Fundament dienen kann, als haben Sie, ein so heilsames und sowohl vor beide in Norden kriegende Parteien und vor das ganze Römische Reich avantageuse als auch vor Ihro Königl. Maj. Selbst glorieuse und vortheilhafte Werk desto mehr zu facilitiren, insonderheit aber den Weg zur Wiederherstellung der Ruhe auf dem teutschen Boden desto besser zu bahnen, nicht nur ohnlängst die königlich schwedische Ministros, sondern auch nachgehendes die nordische Alliirte sondiret und Sich mit denen letzteren nach vielen reifen Deliberationen dieserwegen folgender Punkte verglichen.

### Art. 1.
Anfänglich declariren der nordischen Alliirten Maj. Maj. Maj. hiermit, daß Sie Sich necessitiret zu sein erachten, von der Krön Schweden sämmtlicher auf dem teutschen Boden annoch übrigen Festungen, sobald immer möglich, Sich Meister zu machen, allermaßen denn auch durch die wider die Festung Stettin vorgenommene Kriegesoperationes es bereits so weit gebracht ist, daß die schwedische Garnison den Ort wirklich verlassen hat, die Insul Rügen auch von der nordischen Alliirten Truppen occupiret ist. Es wollen aber hochgedachte Alliirte
bei denen in Vorpommern etwa weiter vornehmenden Kriegesoperationen solche gute und scharfe Ordre halten, daß die königlich preußische angrenzende Lande dabei im geringsten nicht beschweret werden sollen.

### Art. 2.
Gleichwie aber Sr. Zar. Maj. Intention keinesweges ist, einige Conqueten in Teutschland zu machen, noch die der Krön Schweden daselbst abnehmende Lande und Festungen Sich zu[zu]eigenen, Se. Zar. Maj. auch deshalb Ihro Kaiserl. Maj., dem Reich und sonst männiglich zureichende Sicherheit und jetzo bei der Uebergabe der Festung Stettin davon eine klare Probe geben wollen, als haben im Namen und von wegen Sr. Zar. Maj. des Prinzen Menschikows Durchl. Sich hiermit verbunden, ermelte Stadt und Festung Stettin mit allen ihren Dependenzien und in specie mit der darin vorhandene Artillerie an Se. Königl. Maj. in Preußen zu übergeben, um dieselbe mit Ihren Truppen, welche sofort bei Zeichnung dieses Tractats in den Ort einrücken sollen, also wie Sie es gut finden werden, zu besetzen, ohne
daß Hochgedachtes Fürsten Durchl. prätendiren wollen, Namens Ihro Zar. Maj. an solcher Garnison einig Theil zu nehmen, noch daß einige reußische Truppen mit dazu employiret werden sollen; welches alles denn von der beiden übrigen in der Nordischen Ligue begriffenen Könige Maj. Maj. ebenfalls also beliebet und angenommen wird.

### Art. 3.
Hingegen aber versprechen Se. Königl. Maj. in Preußen, daß, wann Sie solchergestalt den Ort in Possession und in Sequestration genommen, Sie denselben bis zu erfolgendem Nordischen Frieden in Besitz behalten und ihn der Krön Schweden ehender nicht als bis durch sothanen Frieden Stettin Höchstgedachter Krön Schweden wieder zugeeigenet wird, einräumen wollen.

### Art. 4.
Ebendiese Bewandniß hat es auch mit Stralsund und Wismar, es sei, daß diese Festungen sich freiwillig ergeben oder durch die Gewalt der nordischen Alliirten Waffen zur Uebergabe gezwungen werden. Und gleichwie der nordischen Alliirten Maj. Maj. Maj. mit denen in bemelten Festungen sich befindenden königlich schwedischen Garnisonen die Capitulationes auf keinen andern Fuß machen wollen, als daß solche Garnisonen insgesammt entweder zu Kriegesgefangenen gemachet oder nach Schweden transportiret werden, also werden Se. Königl. Maj. in Preußen Ihres höchsten Ortes auch darüber halten, dass solches geschehe, und nicht weniger präcaviren, daß, so lange der Nordische Krieg währet, keine schwedische Truppen ins Reich transportiret werden; wie Sie dann, falls dergleichen von schwedischer Seiten geschehen sollte, Sich diesem Vorhaben wirklich zu widersetzen und mit denen nordischen Alliirten causam communem deshalb zu machen, hiermit versprechen. Wohingegen die nordische Alliirte sich hinwieder verbinden,

### Art. 5.
Daß, sobald die der Krön Schweden auf dem teutschen Boden annoch übrige feste Plätze vorerwähnter Maßen in Sr. Königl. Maj. in Preußen Hände per modum sequestri gebracht sein werden, Sie Ihre in Vorpommern habende sämmtliche Truppen von dar abführen und, so lange der Krieg zwischen Ihnen und Schweden währet, mit Ihren Armeen nicht wieder dahin kommen, noch etwas feindseliges wider solche vorpommersche Lande oder etwas, so sonst den allgemeinen Ruhestand im Reich ferner troubliren könnte, vornehmen wollen; jedoch unter der ausdrücklichen Bedingung, daß

### Art. 6.
Se. Königl. Maj. in Preußen Sich auch hinwieder engagiren, keinesweges zu gestatten, sondern vielmehr auf alle Art und Weise, auch bedürfenden Falls mit den Waffen zu behindern, daß die königlich schwedische Truppen aus solchen vorpommerschen Landen wider Polen, Sachsen, auch die Herzogthümer Schleswig-Holstein etwas feindseliges vornehmen, noch durch selbige Lande, andere denen nordischen Alliirten zugehörige Provinzien zu attaquiren, durchmarschiren oder, wann sie in selbigen Landen von anderwärts her einen Einfall gethan, von dar nach Vorpommern und in die darinnen belegene und an Se. Königl. Maj. in Preußen übergebene feste Plätze eine Retraite nehmen können.

### Art. 7.
Und gleichwie der nordischen Alliirten Maj. Maj. Maj. durch dieses in Sr. Königl. Maj. in Preußen Hände gestellete Sequestrum der Festungen Stettin, Stralsund und Wismar Deroselben eine sonderbare Marque Ihrer zu Sr. Königl. Maj. tragenden besondern Confidenz und Hochachtung gegeben, also haben Se. Königl. Maj. in Preußen Sich auch hinwieder verbunden, daß Sie bei solchem Sequestro nicht die geringste Partialität wider der nordischen hohen Alliirten Maj. Maj. Maj. zeigen, noch auch mit der Krön Schweden weder directe noch
indirecte Sich liguiren, vielmehr aber bei diesem Nordischen Kriege, wie bishero, also auch ferner eine exacte Neutralität halten und dieselbe in keinem Dinge wider Sie zum Faveur der Krön Schweden überschreiten wollen. Sollte aber wegen Sequestration der Festung Stralsund und der Insul Rügen mit der Krön Schweden anitzo keine Richtigkeit getroffen werden können, also daß entweder obbesagte Festung mit der Force reduciret werden, oder aber mit Genehmhaltung Dero nordischen Alliirten Maj. Maj. Maj. der Krön Schweden tiberbleiben sollte, so wollen Se. Königl. Maj. in Preußen in diesem letzten Fall Sich auch hiermit engagiret haben, gleichwie oben bereits expliciret, nicht zu verstatten, daß schwedische Truppen nacher Stralsund transportiret werden, oder doch aber wenigstens zu verhindern, daß aus Stralsund wider Polen, Sachsen und die Herzogtümer Schleswig-Holstein etwas feindliches vorgenommen werde. Anbei promittiren gleichfalls auch Se. Königl. Maj. in Preußen daß, auf den Fall man benöthiget sein sollte, die Festung Stralsund mit der Force zu attaquiren, Sie alsdann derer nordischen Alliirten Maj. Maj. Maj. Truppen durch Dero und die sequestrirte vorpommersche Lande den Durchzug unverweigerlich verstatten wollen. Wobei dann auch

### Art. 8
Der nordischen hohen Alliirten Maj. Maj. Maj. Sich wieder auf das verbindlichste engagiren, daß, wann des Königs in Schweden Maj. wider besseres Vermuthen dieses von Sr. Königl. Maj. in Preußen aus guter Intention dem allgemeinen Wesen und dem Römischen Reich,
absonderlich auch der Krön Schweden selbst zum besten übernommene Sequestrum ungleich ausdeuten und daraus Occasion und Prätext nehmen sollte, Sr. Königl. Maj. in Preußen Verdruß anzuthun oder Dieselbe auch gar, es sei Selbst oder durch andere Puissancen, deshalb
feindlich zu tractiren, alsdann höchstgedachter nordischen Alliirten Maj. Maj. Maj. Sich Sr. Königl. Maj. in Preußen darwieder nachdrücklich annehmen und Derselben mit den Waffen und Ihrer ganzen Macht wider alles, was zu Sr. Königl. Maj. in Preußen Schaden und Nachtheil, es sei von Schweden selbst oder Dero Freunden und Alliirten, sie seien, wer sie wollen, dieserwegen vorgenommen werden möchte, zu Hülfe kommen, auch den Frieden mit Schweden ehender nicht schließen wollen, es sei dann Sr. Königl. Maj. in Preußen wegen dieses Demselben zugefügten Schadens wirkliche und zureichende Satisfaction gegeben worden.

### Art. 9.
Und damit über diese zwischen Sr. Königl. Maj. in Preußen und der nordischen Alliirten Maj. Maj. Maj. genommene Mesures niemand einige Ombrage zu nehmen habe, so wollen beiderseits höchste Herren Contrahenten Ihrer Kaiserl. Maj., dem Reich, auch denen auswärtigen Puissancen und in specie an Frankreich, Engelland und den Staat ihre hierunter führende wahrhafte Intention und daß dieselbe auf nichts anders als die Beruhigung des Reiches und daß der Nordische Krieg allmählich gar gedämpfet werden möge, und zur Befoderung eines billigen und raisonnablen Friedens gerichtet sei, überall bekannt machen.
Urkundlich seind von diesem Tractat zwei gleichlautende Exemplarien verfertiget, deren eines von Ihro Königl. Maj. in Preußen Selbst und das andere von des Fürsten von Menschikow Durchl. Unterschrieben und gegen einander ausgewechselt worden, mit der an Seiten hocherwähntes Fürsten dabei geschehenen Versicherung, daß er über das seinige Sr. Zar. Maj. und, so weit es nöthig, der übrigen nordischen Alliirten Maj. Maj. Ratificationes innerhalb zwei oder längstens drei Monaten Zeit auswirken und Sr. Königl. Maj. zu Berlin einliefern lassen wolle.
Gestalt dann auch beiderseits höchste Contrahenten sich bemühen wollen, daß dieser Tractat auch von andern Puissancen und in specie von Ihro Kaiserl. Maj. und dem Churhause Braunschweig garantiret und derselben Declarationes darüber in behöriger Form ausgestellt
werden mögen.
Gegeben zu Schwedt, den 6. Octobris 1713.
(L. S.) Menzikoff.

### Articulus secretus
Obwohl in dem 2. Articul des unter heutigem Dato zwischen Sr. Königl. Maj. in Preußen und des Zaren Maj. aufgerichteten Tractats nur von der Stadt und Festung Stettin, und daß Se. Königl. Maj. In Preußen dieselbe mit Ihren Truppen besetzen sollten, erwähnet wird, so ist doch absonderlich hiebei verglichen und Sr. Königl. Maj. In Preußen von des Zaren Maj. die Freiheit gegeben worden, den ganzen Strich Landes von der Oder bis an die Peene, inclusive der an selbigem Strom belegenen Städte Demmin, Anklam und Wolgast, ebenfalls mit Ihren Truppen zu besetzen, ohne daß Ihro von jemand der nordischen Alliirten unterm Prätext ihres mit der Krön Schweden führenden Krieges oder sonsten darin einiger Eintrag geschehen oder
Se. Königl. Maj. in dem geruhigem Besitz solchen Strich Landes im geringsten turbiret werden können, als welches sonsten Ihro Zar. Maj. vor eine Ihro Selbst angethane Offension ansehen, auch Sr. Königl. Maj. darwider wirkliche Assistenz leisten wollen. Wohingegen aber Se. Königl. Maj. in Preußen Sich aufs kräftigste verbinden, daß Sie solchen Strich Landes ebenso wenig als die Stadt Stettin nicht an Schweden wieder einräumen wollen, ehe und bevor solches durch den künftigen Frieden also pacisciret worden. Urkundlich sind von diesem Secret-Articul zwei gleichlautende Exemplaria u. s. w. Gegeben.
Schwedt, den 6. Octobris 1713.
(L. S.) Menzikoff

### Articulus separatus
Weil auch das zu Beruhigung des Reichs und zum Besten der gemeinen Sache, auch absonderlich zu der Krön Schweden höchstem Interesse in Vorschlag gekommene vorpommerische Sequestrum von dem königlich schwedischen Gouverneur in Stettin, ohnerachtet es demselben zu verschiedenen Malen angetragen worden, nicht angenommen werden wollen, und des Fürsten von Menschikow Durchl. Sich dannenhero obligiret gefunden, gedachten Gouverneur zu Acceptirung sothanen Sequestri durch die Waffen zu constringiren, solche Attaque aber wegen der von weit abgelegenen Orten mühsamlich angeführten Artillerie und Munition, auch angeschaffter kostbaren Subsistance der russischen Armee an Brod und sonsten sehr große Kosten erfordert, auf deren Ersetzung im Namen Ihrer Zar. Maj. und Sr. Königl. Maj. von Polen unbeweglich bestanden worden, auch des Fürsten von Menschikow Durchl. von Prosequirung der Attaque von Stettin und Belegung der Stadt mit russischen Truppen anderergestalt nicht abstehen wollen, als daß Ihro Königl. Maj. in Polen und des Zaren Maj. wegen Ersetzung solcher Kosten, die sich zu vielen Tonnen Goldes belaufen, behörige Vergnügung und Sicherheit zuvorderst verschaffet würde; und dann Se. Königl. Maj. in Preußen aus wahrer Begierde, den Ruhestand allhier in der Nachbarschaft zu befordern, auch von der Stadt Stettin und denen umliegenden vorpommerschen Landen deren gänzliche Desolation abzuwenden, hierunter ins Mittel getreten und die 500.000 Thaler, welche wegen Vorgütung solcher zur Subsistance der russischen Armee und denen Stettinischen Operationskosten zufolge eines darüber zwischen des Zaren und des Königes in Polen Maj. Maj. den 28. Augusti a. c. aufgerichteten Tractats gefordert auf 400.000 Thaler teutsch Currentgeld behandelt, als versprechen Se. Königl. Maj. in Preußen hiermit, daß, weilen diese Gelder von der Krön Schweden und aus Vorpommern so bald unmöglich aufgebracht werden können, Sie die Halbscheid solcher 400.000 Thaler folgendergestalt vorschießen und abführen lassen wollen, daß nämlich mit dem Anfang der bevorstehenden Woche 100.000 Thaler und auf nächstküuftigeu Weihnachten wiederum 100.000 Thaler gegen des Fürsten Menschikow Durchl. Quittung in Berlin baar bezahlet, wegen der übrigen Halbscheid der gedachten 400.000 Thaler aber, welche das fürstliche Haus Holstein-Gottorf zufolge des mit demselben aufgerichteten besondern Tractats zu übernehmen hat, mit Ihro Königl. Maj. In Polen die Sache dergestalt verglichen und Deroselben deshalb solche Satisfaction verschaffet werden soll, wie Se. Königl. Maj. in Preußen durch einen aparten an des Fürsten Menschikow Durchl. vor Se. Königl. Maj. in Polen ausgestellten Revers Sich mit mehrerem anheischig gemacht haben.
Se. Zar. Maj. verbinden Sich auch hiermit, vor Sich und Ihre Alliirte, aufs kräftigste, daß, gleichwie Se. Königl. Maj. in Preußen eine so considerable Summa Geldes ohne einige Schuldigkeit, bloß dem gemeinen Wesen zum Besten, zu Beruhigung der Nachbarschaft und zu Verhütung der Stadt Stettin sonst inevitablen äußersten Ruins anwenden, und es dannenhero höchst unbillig sein würde, wann Se. Königl. Maj. hierbei den geringsten Schaden leiden sollten, daß Sie, wann bei erfolgetem Frieden Sr. Königl. Maj. die Stadt Stettin mit dem District bis an die Peene nicht abgetreten werden sollte, welches Se. Zar. Maj. doch auf alle Weise befordern und Se. Königl. Maj. Dabei mainteniren zu wollen hiemit aufs verbindlichste versprechen, dass solchen unverhofften Falls dennoch Se. Zar. Maj. Sr. Königl. Maj. In Preußen zum wenigsten die Ersetzung dieser vorschießenden Gelder, auch übrigen auf dieses ganze Werk verwendeten oder annoch verwendenden Unkosten von der Krön Schweden, als die davon den größesten Nutzen hat, wirklich zuwege bringen, auch anderergestalt den Frieden mit selbiger Krön nicht machen wollen, als daß Sr. Königl. Maj. Die Festung und Stadt Stettin mit ermeltem District abgetreten oder sonst Se. Königl. Maj. dieserwegen an Capital, Interesse, Schaden und Unkosten völlig contentiret worden. Allermaßen dann auch Se. Königl. Maj. bis dahin von den sämmtlichen nordischen Alliirten und des Zaren Maj. in specie bei der Possession von der Stadt und Festung Stettin und deren Dependenzien auf alle Weise manuteniret und, wann Se. Königl. Maj. darin von jemand turbiret oder Ihro in Ihren Landen, es sei, wo es wolle, deshalb von jemand einige Ungelegenheit zugefüget werden wollte, solches als eine Ihro Zar. Maj. und den übrigen nordischen hohen Alliirten selbst zugefügte Hostilität ressentiret, auch Sr. Königl. Maj. darwider alle verlangende Assistance geleistet werden soll.
Urkundlich sind von diesem Articulo separate zwei gleichlautende Exemplaria u. s. w. Gegeben
Schwedt, den 6. Octobris 1713.
(L. S.) Menzikoff.

## Weitere Entwicklung
Mit dem Schwedter Vertrag verbanden die Zeitgenossen die Aussicht, dass der Krieg in Pommern bald ein Ende nehmen würde. Karl XII. erkannte die Sequestrierung Stettins nicht an. Im November 1714 ritt er, zunächst von nur einem Gefährten begleitet, später gänzlich alleine, vom Osmanischen Reich nach Stralsund. Diese Festung gedachte er persönlich zu verteidigen und sich ganz Vorpommerns wieder zu bemächtigen.
Diese Planungen blieben Berlin keineswegs verborgen. Sie führten zu einem massiven Ausbau der preußischen Garnison in Stettin. So standen bereits im Frühjahr 1714, also vor Karls Rückkehr, 4.566 preußische Soldaten in der Festung. Sie teilten sich das Quartier mit 1.122 Holsteinern. Die Stadt war zwei Kommandanten Rechenschaft schuldig, dem preußischen Generalleutnant Adrian Bernhard von Borcke und dem Holstein-Gottorfer Generalmajor Horn.
Nachdem sich Preußen im Laufe des Jahres 1714 immer mehr den Positionen der Nordischen Allianz genähert hatte, trat es im darauf folgenden Sommer in den Krieg gegen Schweden ein.